# Gaven (film fra 2008)
 For alternative betydninger, se Gaven. (Se også artikler, som begynder med Gaven)
Gaven er et dansk dramafilm fra 2008, der er instrueret af Niels Gråbøl. Manuskriptet er skrevet af Niels Gråbøl og Rasmus Botoft efter idé af Botoft.

## Medvirkende
- Henning Jensen
- Jakob Cedergren
- Paw Henriksen
- Karen-Lise Mynster
- Ulf Pilgaard
- Lene Brøndum
- Rita Angela
- William Rosenberg
- Lisbeth Wulff
- Rasmus Botoft
- Niels Gråbøl
- Helge Scheuer
- Rikke Lylloff
- Christopher Palmelund Simonsen
- Katrine Falkenberg
- Stig Günther
- Josefine Gråbøl
- Ulrik Crone
- Wahid Folami
- Hans Holtegaard
- Stine Bæk Iversen
- Christian Bretton Meyer
- Lone De Caldas Sondrup
- Wili Valdemar

## Eksterne Henvisninger
- Gaven på Internet Movie Database (engelsk)
- Gaven på Filmdatabasen
- Gaven på danskefilm.dk
- Gaven på danskfilmogtv.dk
- Gaven på Scope
- Gaven på MovieMeter (nederlandsk)
- Gaven på AllMovie (engelsk)
- Gaven på Turner Classic Movies (engelsk)
- Gaven på The Movie Database (engelsk)
- Filmens hjemmeside